# Delito de pertenencia a banda armada (España)
El delito de pertenencia a banda armada es un delito contemplado en el Código Penal de España por el cual se castiga a toda aquella persona que pertenezca a bandas armadas, organizaciones o grupos cuya finalidad sea la de subvertir el orden constitucional o alterar gravemente la paz pública, independientemente de la comisión de otros delitos contra la vida o el patrimonio.
En particular, la pertenencia a banda armada está penada con prisión, pudiendo la pena concreta oscilar entre 15 y 20 años.